# Математички принципи природне филозофије
Математички принципи природне филозофије (лат. Philosophiæ Naturalis Principia Mathematica или само лат. Principia) је дело у три тома сер Исака Њутна, које је први пут објављено 5. јула 1687. Њутн је осим тога објавио два накнадна издања, 1713. и 1726. године.
У овом делу Њутн је изнео своје законе кретања чиме је ударио темеље класичној механици, као и Њутнов закон опште гравитације, и извођење Кеплерових закона планетарног кретања (које је Кеплер открио емпиријски). Principia се „с правом сматра једним од најважнијих дела у историји науке“.
Француски математички физичар Алексис Клеро 1747. године изјавио: „Чувена књига о математичким принципима природне филозофије је означила епоху велике револуције у физици. Метод који је користио њен блистави аутор сер Њутн ... обасјао је светлом математике науку која је све до тад лежала у тами претпоставки и хипотеза.“ Једна новија анализа је показала да иако прихватање Њутнових теорија није било тренутно, до краја века након објављивања 1687, „нико није могао да порекне“ (да је из 'Principia') „проистекла наука која је, бар у одређеним погледима, за далеко превазишла све шта је постојало раније и да је јединствена као ултимативни егземплар науке уопште.“
У формулисању својих физичких теорија, Њутн је развио и користио математичке методе које данас спадају у област математичке анализе. Међутим, речник математичке анализе какав је данас познат у великој мери није био присутан у делу Principia; Њутн је многе своје доказе дао у геометријском облику инфинитезималне анализе, базиране на лимесима малих геометријских величина.

## Историјски контекст

### Почеци научне револуције
Никола Коперник је удаљио Земљу од центра универзума хелиоцентричном теоријом за коју је изнео доказе у својој књизи De revolutionibus orbium coelestium (О револуцијама небеских сфера) објављеној 1543. Јоханес Кеплер је написао књигу Astronomia nova (Нова астрономија) 1609. године, излажући доказе да се планете крећу по елиптичним орбитама са Сунцем у једном фокусу и да се планете не крећу сталном брзином дуж ове орбите. Уместо тога, њихова брзина варира тако да линија која спаја центре сунца и планете прелази једнаке површине у једнаким временима. На ова два закона додао је трећи деценију касније, у својој књизи Harmonices Mundi (Хармоније света) из 1619. године. Овај закон утврђује пропорционалност између трећег степена карактеристичне удаљености планете од Сунца и квадрата дужине њене године.
Основа модерне динамике постављена је у Галилеовој књизи Dialogo sopra i due massimi sistemi del mondo (Дијалог о два главна светска система) где је појам инерције био имплицитан и коришћен. Поред тога, Галилејеви експерименти са нагнутим равнима дали су прецизне математичке односе између протеклог времена и убрзања, брзине или удаљености за равномерно и равномерно убрзано кретање тела.
Декартова књига из 1644. Principia philosophiae (Принципи филозофије) наводи да тела могу да делују једно на друго само путем контакта: принцип који је навео људе, међу њима и њега самог, да претпоставе универзални медијум као носиоца интеракција као што су светлост и гравитација - етар. Њутн је критикован због очигледног увођења сила које делују на даљину без икаквог медија. Тек развојем теорије честица Декартова идеја је потврђена када је било могуће описати све интеракције, као што су јаке, слабе и електромагнетне фундаменталне интеракције, користећи посредничке баждарене бозоне и гравитацију кроз претпостављене гравитоне.

### Њутнова улога
Њутн је проучавао ове књиге, или, у неким случајевима, секундарне изворе засноване на њима, и водио белешке под насловом Quaestiones quaedam philosophicae (Питања о филозофији) током својих студентских дана. У овом периоду (1664–1666) створио је основе рачуна и извео прве експерименте у оптици боје. У то време, његов доказ да је бела светлост комбинација примарних боја (што се утврђује помоћу призме) заменио је преовлађујућу теорију о бојама и добио изузетно повољан одговор, и изазвао огорчене спорове са Робертом Хуком и другима, што га је натерало да изоштри своје идеје до тачке у којој је већ сачинио делове своје касније књиге Оптика до 1670-их као одговор. Рад на калкулусу је приказан у разним радовима и писмима, укључујући два Лајбницу. Он је постао члан Краљевског друштва и други Лукасијански професор математике (наследивши Ајзака Бароуа) на Тринити колеџу у Кембриџу.

### Њутново рано дело о кретању
Њутн је током 1660-их проучавао кретање тела у судару и закључио да центар масе два тела која се сударају остаје у равномерном кретању. Преживели рукописи из 1660-их такође показују Њутново интересовање за кретање планета и да је до 1669. показао, за кружни случај планетарног кретања, да сила коју је назвао „покушај да се повуче“ (сада се зове центрифугална сила) има однос обрнутог квадрата са удаљеношћу од центра. Након његове преписке са Хуком 1679–1680, Њутн је усвојио језик унутрашње или центрипеталне силе. Према њутновском научнику Ј. Брусу Бракенриџу, иако је много учињено на промени језика и разликама у гледишту, што се тиче центрифугалних или центрипеталних сила, стварна израчунавања и докази остали су исти у сваком случају. Они су такође укључивали комбинацију тангенцијалних и радијалних померања, које је Њутн вршио током 1660-их. Разлика између центрифугалне и центрипеталне тачке гледишта, иако значајна промена перспективе, није променила анализу. Њутн је такође јасно изразио концепт линеарне инерције током 1660-их: за то је Њутн био дужан Декартовом делу објављеном 1644.

### Латинске верзије
Прво издање (1687)
- Trinity College Library, Cambridge High resolution digitised version of Newton's own copy of the first edition, with annotations.
- Cambridge University, Cambridge Digital Library High resolution digitised version of Newton's own copy of the first edition, interleaved with blank pages for his annotations and corrections.
- 1687: Newton's Principia, first edition (1687, in Latin). High-resolution presentation of the Gunnerus Library copy.
- 1687: Newton's Principia, first edition (1687, in Latin).
- Project Gutenberg.
- ETH-Bibliothek Zürich. From the library of Gabriel Cramer.
- Philosophiæ Naturalis Principia Mathematica From the Rare Book and Special Collection Division at the Library of Congress

Друго издање (1713)
- ETH-Bibliothek Zürich.
- ETH-Bibliothek Zürich (pirated Amsterdam reprint of 1723).
- Philosophiæ naturalis principia mathematica (Adv.b.39.2), a 1713 edition with annotations by Newton in the collections of Cambridge University Library and fully digitised in Cambridge Digital Library

Треће издање (1726)
- ETH-Bibliothek Zürich.

Каснија латинска издања
- Principia (in Latin, annotated). 1833 Glasgow reprint (volume 1) with Books 1 and 2 of the Latin edition annotated by Leseur, Jacquier and Calandrini 1739–42 (described above).
- Archive.org (1871 reprint of the 1726 edition)

### Енглески преводи
- Andrew Motte, 1729, first English translation of third edition (1726)
  - WikiSource, Partial
  - Google books, vol. 1 with Book 1.
  -  Internet Archive, vol. 2 with Books 2 and 3. (Book 3 starts at pp. 200.) (Google's metadata wrongly labels this vol. 1).
  - Partial HTML
- Robert Thorpe 1802 translation
- N. W. Chittenden, ed., 1846 "American Edition" a partly modernised English version, largely the Motte translation of 1729.
  - Wikisource
  - Archive.org #1
  - Archive.org #2
  - eBooks@Adelaide Архивирано на веб-сајту  (17. мај 2018) eBooks@Adelaide Архивирано на веб-сајту  (17. октобар 2016)
- Percival Frost 1863 translation with interpolations Archive.org
- Florian Cajori 1934 modernisation of 1729 Motte and 1802 Thorpe translations
- Ian Bruce has made a complete translation of the third edition, with notes, on his website.
- Charles Leedham-Green 2021 has published a complete and heavily annotated translation. Cambridge; Cambridge University Press.

### Друге везе
- David R. Wilkins of the School of Mathematics at Trinity College, Dublin has transcribed a few sections into TeX and METAPOST and made the source, as well as a formatted PDF available at Extracts from the Works of Isaac Newton.